# HD20504
HD20504 — хімічно пекулярна зоря спектрального класу A1, що має видиму зоряну величину в смузі V приблизно  7,1.
Вона  розташована на відстані близько 540,0 світлових років від Сонця.